# Isole Sulu
Le Isole Sulu (1.600 km²), appartenenti politicamente alle Filippine, sono un arcipelago che forma una sorta di lunga catena di più 300 km che divide il Mare di Sulu a nord, dal Mare di Celebes a sud, e fa da ponte tra Mindanao e il Borneo.
Le principali risorse sono la pesca, l'agricoltura ed il turismo.
Parte dell'arcipelago forma la provincia di Sulu, con capoluogo Jolo, appartenente alla Regione Autonoma nel Mindanao Musulmano. Anche le altre due province autonome di Basilan, isola che si trova di fronte alla città di Zamboanga, e Tawi-Tawi, prossima alle coste malaysiane del Borneo, fanno parte della stessa regione.
Isole principali:
- Basilan (1.234,2 km²)
- Jolo (869 km²)
- Mapun (85,3 km²)
- Pangutaran
- Pata
- Tawi-Tawi (322 km²)